# Przewód (posługa komunikacyjna)
Przewód – jedna z tak zwanych posług komunikacyjnych wynikających z prawa książęcego (łac. ius ducale), obowiązującego w średniowiecznych monarchiach patrymonialnych (np. w Polsce pierwszych Piastów).
Nie jest jasne, na czym dokładnie polegał przewód. Być może świadczenie to zobowiązywało kmieci i drobnych rycerzy do dostarczenia księciu lub jego urzędnikom zaprzęgu do wozów, a także do etapowego przewożenia książęcych ludzi i towarów. Miałoby ono występować w dwóch odmianach: zwykłej oraz rycerskiej, z czego druga zobowiązywała jedynie do transportu towarów wysokiej wartości lub szybko się psujących. Inna hipoteza zakłada, że przewód polegał na zapewnieniu księciu środków transportu i przeprowadzaniu go oraz jego ludzi z jednego miejsca postoju do drugiego.
Pozostałe dwie posługi komunikacyjne wynikające z prawa książęcego to powóz i podwoda.